# Читтадукале
Читтадукале (итал. Cittaducale) — коммуна в Италии, располагается в регионе Лацио, подчиняется административному центру Риети.
Население составляет 6799 человек (на 2004 г.), плотность населения составляет 92 чел./км². Занимает площадь 70 км². Почтовый индекс — 02015. Телефонный код — 0746.
Покровителем коммуны почитается святой Магн, празднование ежегодно 19 августа.